# Variabler Weichkäfer

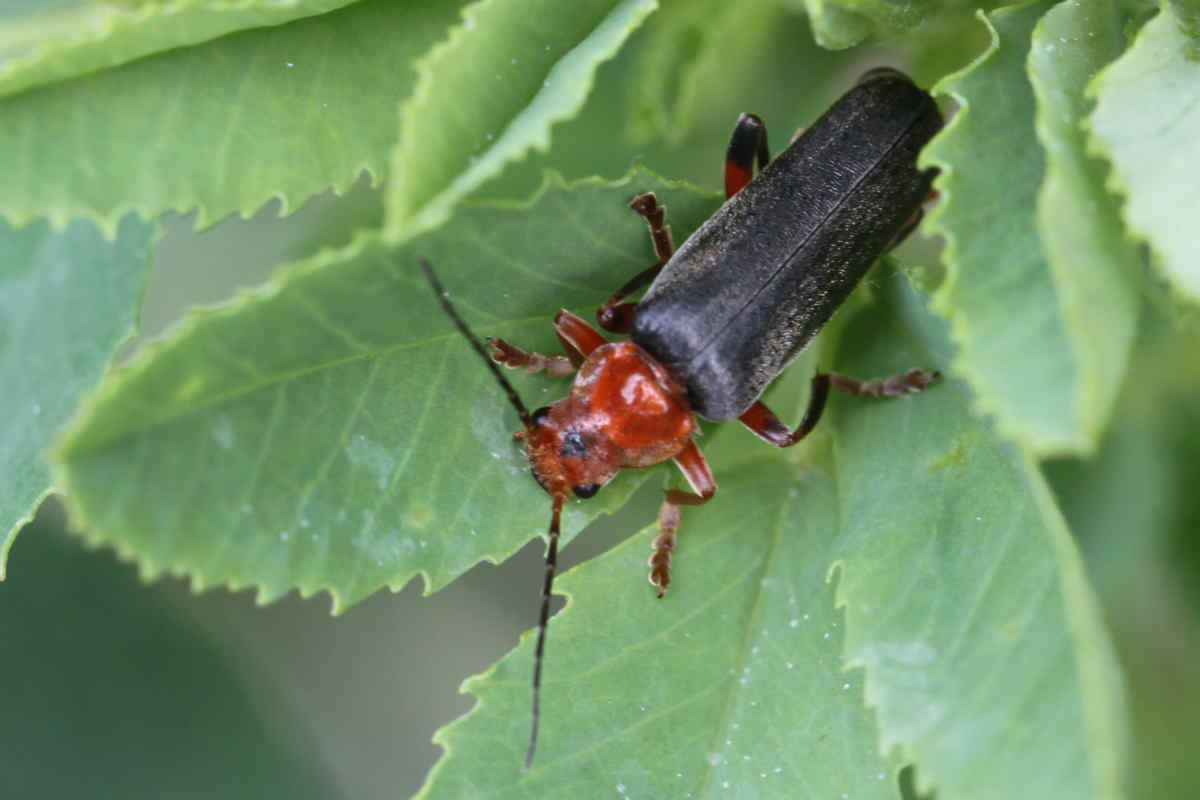
Dunkle Form von Cantharis livida

Der Variable Weichkäfer (Cantharis livida) ist ein Käfer aus der Familie der Weichkäfer (Cantharidae).

## Merkmale
Die Käfer werden 9 bis 13,5 Millimeter lang. Halsschild und Kopf sind rot, wobei sich an der Kopfbasis ein dunkler Fleck befindet. Die Halsschildvorderecken sind sehr breit gerundet. Die Farbe der Flügeldecken ist variabel – rotbraun oder grauschwarz. Die vorderen Beine sind rot. Die Basis der Femora der beiden hinteren Beinpaare ist rot, während das apikale Ende der Femora und die Schienen schwarz gefärbt sind.

## Verbreitung
Cantharis livida ist in Europa weit verbreitet und häufig. Das Verbreitungsgebiet der Käferart umfasst auch die Britischen Inseln.

## Lebensweise
Die Käfer fliegen von Mai bis August, wobei sie im Juni und Juli am häufigsten zu beobachten sind. Man findet sie auf Wiesen, an Hecken, an Waldrändern und auf Ruderalflächen. Sie ernähren sich überwiegend räuberisch von anderen Insekten, denen sie an Blüten auflauern. Die Larven jagen Schnecken und Würmer.